# つばめ (JR九州)
つばめは、九州旅客鉄道（JR九州）が主に九州新幹線の博多駅 - 鹿児島中央駅間で運行している特別急行列車の愛称である。一部は西日本旅客鉄道（JR西日本）山陽新幹線に乗り入れる。
本項では、1992年から九州新幹線開業までの間、主に鹿児島本線博多駅 - 西鹿児島駅（現在の鹿児島中央駅）間で運行されていた在来線特急「つばめ」、ならびに九州新幹線部分開業時に新幹線「つばめ」に接続していた在来線特急「リレーつばめ」についても記述する。

## 概要
九州新幹線の列車愛称は速達種別ごとに「みずほ」「さくら」「つばめ」の3本立てとされ、「つばめ」の愛称は「九州新幹線区間を運行する各駅停車列車」の位置づけ（東海道・山陽新幹線における「こだま」と同じ）となっている。

### 列車名の由来
「つばめ」の列車名は、鳥類の「ツバメ」にちなんでおり、その起源を1930年まで遡り、戦前・戦後を通じ日本国有鉄道（国鉄）を代表する特急列車の名称とされてきた、伝統ある列車名である（国鉄時代の特急については「つばめ (列車)」の項を参照）。1975年3月に廃止されて以降、「この名称に釣り合うだけの格式のある列車がない」という理由で、しばらくの間用いられることはなかった。
国鉄分割民営化後の1992年7月、JR九州が鹿児島本線の特急の列車名として再び起用。同社は名称復活の際に、JRグループ各社から事前に了承を得るという手続きを行っている。その後、2004年3月に九州新幹線が名称を引き継いだのが現在の新幹線「つばめ」である。
九州新幹線の部分開業の際、「つばめ」の名称は公募により決定され、得票数で第1位が「はやと」で「つばめ」は第5位であったが、「はやと」は、「はやて」と混乱もあって採用されなかった。なお、「はやと」の名称は九州新幹線開業と同時に制定された、肥薩線吉松駅発着の特急で「はやとの風」となった。

## 運行概況
全列車が各駅に停車する。号数は、運行区間別に割り振られている「こだま」や「さくら」と異なり、運行区間にかかわらず運行順に300号 - 353号の連番が与えられている。
「つばめ」は博多駅 - 熊本駅間の区間運行が基本で、毎時1 - 2本が運行される。博多駅 - 鹿児島中央駅間直通の「つばめ」は朝夕の通勤・通学時間帯中心の運行となり、日中の熊本駅 - 鹿児島中央駅間は原則として「さくら」のみが運行され、「つばめ」は下り1本、上り2本の運行となる。このほか早朝・夜間に熊本駅・川内駅 - 鹿児島中央駅間の区間運行列車が運行されている。
日中「つばめ」の運行されない熊本駅 - 鹿児島中央駅間では、毎時2本運行の「さくら」のうち1本が同区間の各駅に停車して「つばめ」の代替となっており、新八代駅 - 鹿児島中央駅間の各駅と「さくら」の大半が通過する筑後船小屋駅・新大牟田駅・新玉名駅などの相互間を利用する乗客の利便性を図るため、上述の「さくら」が熊本駅で「つばめ」と接続するダイヤとしている。また、博多駅では日中に山陽新幹線の「のぞみ」と、早朝・夜間は「こだま」と接続している。
2012年3月17日のダイヤ改正 で、熊本駅発新下関駅行き上り列車1本、鹿児島中央駅発小倉駅行きの上り列車1本の計2本で山陽新幹線に乗り入れる「つばめ」が設定された。この時、「つばめ」が定期列車として本州の路線に乗り入れるのは、1975年に岡山駅 - 西鹿児島駅（現在の鹿児島中央駅）間の特急「つばめ」が廃止されて以来37年ぶりであった。2013年3月16日のダイヤ改正で一旦定期列車の山陽新幹線への乗り入れは消滅したが、2017年3月4日ダイヤ改正により、熊本発小倉行きつばめ306号（現302号）が設定され、再び山陽新幹線に乗り入れを開始した。
車内販売の営業は行われないが、車内には飲料の自動販売機がN700系の3号車と7号車の熊本・鹿児島中央側のデッキに設置されていて、飲料のみの購入はできる。

### 停車駅・運行区間
新下関駅 - 小倉駅 - 博多駅 - 新鳥栖駅 - 久留米駅 - 筑後船小屋駅 - 新大牟田駅 - 新玉名駅 - 熊本駅 - 新八代駅 - 新水俣駅 - 出水駅 - 川内駅 - 鹿児島中央駅
- 博多駅 - 鹿児島中央駅：下り4本（307・309・311・343号）/上り8本（306・308・310・328・334・336・338・340号）
- 博多駅 - 熊本駅：下り15本（313 - 319・323 - 341・345号）/上り12本（300・304・312 - 326・330・332号）
- 熊本駅 - 小倉駅：上り1本（302号）
- 熊本駅 - 鹿児島中央駅：下り2本（303・305号）/上り1本（342号）
- 川内駅 - 鹿児島中央駅：下り1本（301号）
- 新下関駅 - 熊本駅：下り1本（321号）

## 使用車両・編成
車両は800系、およびN700系（8両編成）が使用されている。
記号凡例
G=グリーン車指定席
指＝普通車指定席
自＝普通車自由席
S＝喫煙ルーム

### 800系
800系は「つばめ」の運行開始当初から使用されており、現在も「つばめ」の大半で使用されている。なお2010年3月13日改正時点では1 - 3号車が指定席、4 - 6号車が自由席となっていた。
九州新幹線の全線開業以前は「つばめ」が唯一の列車愛称であったことから、800系の車体には「つばめ」としてのみ運行することを前提とした標記が多く描画されていた。その後、2011年3月12日の九州新幹線全線開業によって「さくら」としても運行されることとなり、前述の標記は新しいものに変更することがJR九州より発表され、2011年1月に新標記の編成が運行を開始した。現在は全編成が新しい標記に変更されている。

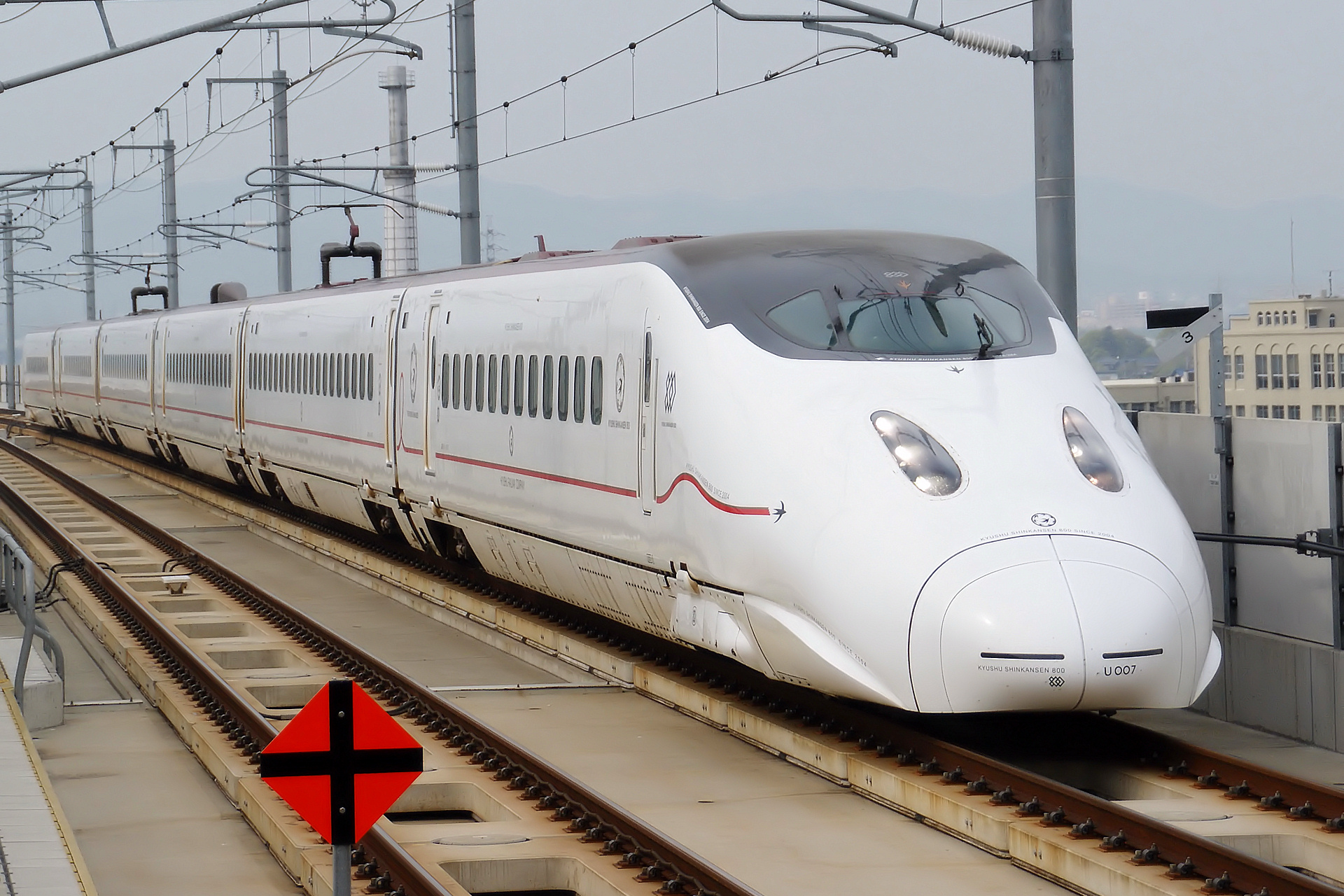
「つばめ」として使用されている800系

### N700系（8両編成）
N700系（8両編成）は主に山陽・九州新幹線直通の「さくら」「みずほ」などで運用されているが、通勤・通学時間帯などを中心に「つばめ」でも運用されている。また、山陽新幹線乗り入れ列車はすべて本系列が担当する。

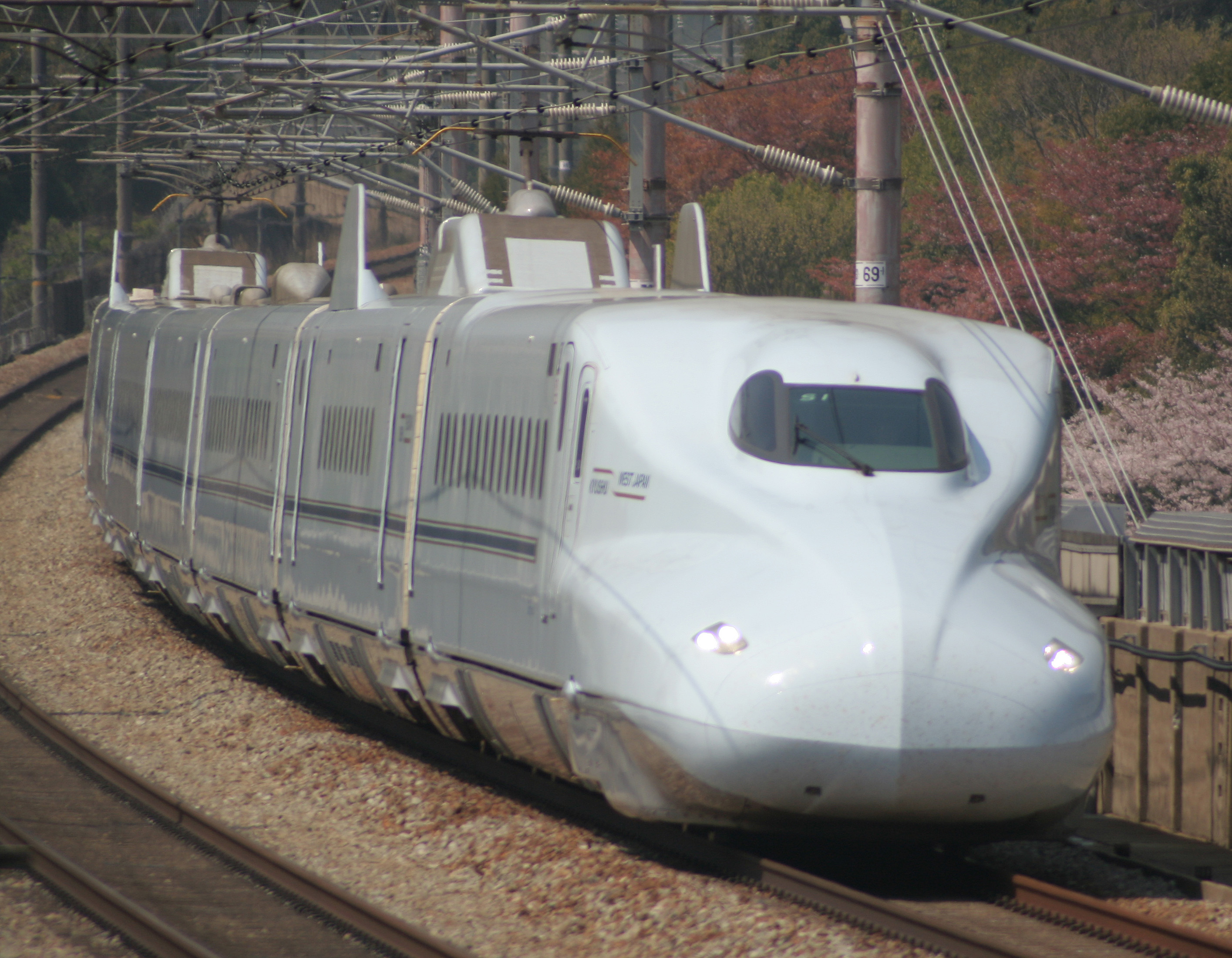
N700系7000番台

## 在来線特急「つばめ」

### つばめ（1992年-2004年）
JR九州の「つばめ」は、1967年10月から鹿児島本線で運行されていた特急「有明」のうち、西鹿児島（現・鹿児島中央）駅発着列車を1992年7月に「つばめ」として分離したものが発端である。車両は「つばめ」の運行開始に伴い新製された787系電車が投入され、九州新幹線の部分開業までの約12年間に渡り、九州の南北を結ぶ鹿児島本線の基幹特急として運行されていた。
1993年3月に、門司港駅 - 西鹿児島駅間で運行していた夜行急行「かいもん」を特急化した「ドリームつばめ」が、博多駅 - 西鹿児島駅間で運行を開始。使用車両は787系であったが、1995年4月から1996年3月までは783系で運行。1996年3月のダイヤ改正でのつばめの787系統一に伴い、「ドリームつばめ」も787系での運用となった。
2004年3月に九州新幹線の新八代駅 - 鹿児島中央駅間が部分開業したことにより「つばめ」は新幹線にその名を継承し、在来線特急「つばめ」は廃止された。

#### 使用車両・編成
787系電車の開発にあたっては、「つばめ」にふさわしい格式を与えることが目標とされた。1970年代以降在来線では新規形式の食堂車が途絶していたが、本系列では久方ぶりの食堂車形式として半室ビュフェ車サハシ787形が登場した。また、往年の「つばめガール」を彷彿とさせる女性乗務員つばめレディが搭乗し、グリーン車へのシートサービスも行われた。

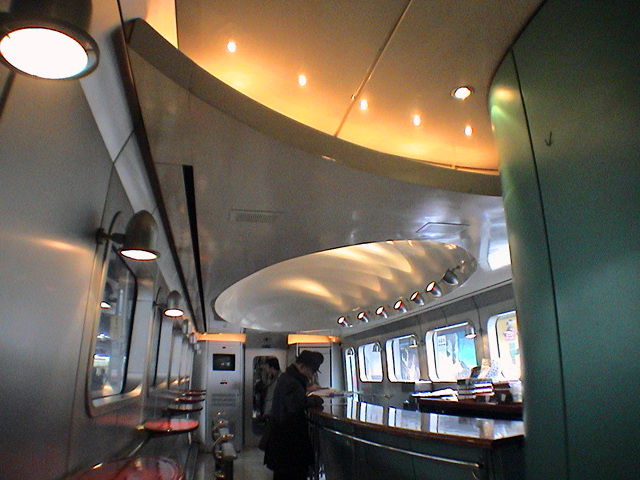
「つばめ」に設けられていたビュフェ（2002年12月）

#### 停車駅
ドリームつばめの停車駅
博多駅 - 鳥栖駅 - 久留米駅 - （羽犬塚駅） - （瀬高駅） - 大牟田駅 - 熊本駅 - 八代駅 - 水俣駅 - 出水駅 - 阿久根駅 - 川内駅 - 串木野駅 - 湯之元駅 - 伊集院駅 - 西鹿児島駅
- （　）は下りのみ停車

### リレーつばめ（2004年-2011年）
従来の特急「つばめ」は博多駅 - 新八代駅間に運転区間を短縮した上で、新たに新八代駅で新幹線「つばめ」と接続するシャトル列車としての役目を担うこととなり、この新幹線に接続する在来線特急列車を「リレーつばめ」とした。また「ドリームつばめ」は熊本駅以南を廃止した上で「有明」に編入し、川内駅以南はドリームつばめの補完として快速列車（鹿児島中央駅から伊集院駅までの各駅、湯之元駅、市来駅および串木野駅に停車）を新設した。その後、有明は長洲駅までに短縮され、快速列車は全区間各駅停車の普通列車に種別変更となった。
新幹線開業までの「つばめ」は、熊本駅以北では並行して運行されていた「有明」に対して一定の速達列車として位置していた。「リレーつばめ」でもその性格を受け継いでいたが、新幹線部分開業に際しこれまで1時間当たり「有明」2・「つばめ」1の本数で運転されてきたものを「有明」1・「リレーつばめ」2に変更したため（すなわち毎時1本を「有明」から「リレーつばめ」に差し替え）、従来の速達タイプと「有明」と同格か少し停車駅の少ないタイプの2種類が運行されていた。
「リレーつばめ」は博多駅 - 新八代駅間で下り29本・上り31本運転され、早朝に門司港駅 - 新八代駅・小倉駅 - 新八代駅間で下り各1本、早朝・深夜に熊本駅 - 新八代駅間で下り2本・上り1本運転されていた。号数番号は、下り始発列車を1号、上り始発列車を2号とせず、新八代駅で接続する「つばめ」と同じ号数となっていた。また、九州新幹線が暫定的な開業であったこともあり、新八代駅では「リレーつばめ」と「つばめ」が同一ホームに発着し、すべての「リレーつばめ」が「つばめ」と接続を行っていた。新幹線と在来線が同一ホームでの乗り換えというのは、日本では初めてのことであった。
九州新幹線の部分開業以来、「つばめ」は停車駅パターンを問わず線内唯一の列車として運行されてきたが、2011年3月12日に九州新幹線が全線開業することに伴い、速達列車の名称は新たに設定された「さくら」と「みずほ」が担うこととなった。以降「つばめ」は九州新幹線内の各駅停車として運行され、また「リレーつばめ」は2011年3月11日をもって運行を終了した。

#### 停車駅
| 列車名      | 列車名             | 在来線特急リレーつばめ | 在来線特急リレーつばめ | 在来線特急リレーつばめ | 在来線特急リレーつばめ | 在来線特急リレーつばめ | 在来線特急リレーつばめ | 在来線特急リレーつばめ | 在来線特急リレーつばめ | 在来線特急リレーつばめ | 在来線特急リレーつばめ | 在来線特急リレーつばめ | 在来線特急リレーつばめ | 在来線特急リレーつばめ | 在来線特急リレーつばめ | 在来線特急リレーつばめ | 在来線特急リレーつばめ | 在来線特急リレーつばめ | 在来線特急リレーつばめ | 在来線特急リレーつばめ | 在来線特急リレーつばめ | 新幹線つばめ | 新幹線つばめ | 新幹線つばめ | 新幹線つばめ | 新幹線つばめ | 備考                      |
| 区分        | 運行本数＼駅       | 門司港駅               | 門司駅                 | 小倉駅                 | 戸畑駅                 | 黒崎駅                 | 折尾駅                 | 赤間駅                 | 博多駅                 | 二日市駅               | 鳥栖駅                 | 久留米駅               | 羽犬塚駅               | 瀬高駅                 | 大牟田駅               | 荒尾駅                 | 長洲駅                 | 玉名駅                 | 上熊本駅               | 熊本駅                 | 新八代駅               | 新八代駅     | 新水俣駅     | 出水駅       | 川内駅       | 鹿児島中央駅 | 備考                      |
| ----------- | ------------------ | ---------------------- | ---------------------- | ---------------------- | ---------------------- | ---------------------- | ---------------------- | ---------------------- | ---------------------- | ---------------------- | ---------------------- | ---------------------- | ---------------------- | ---------------------- | ---------------------- | ---------------------- | ---------------------- | ---------------------- | ---------------------- | ---------------------- | ---------------------- | ------------ | ------------ | ------------ | ------------ | ------------ | ------------------------- |
| 1 - 23号    | 下り2本            | ●                      | ●                      | ●                      | ○                      | ●                      | ●                      | ●                      | ●                      | －                     | ●                      | ●                      | －                     | －                     | ●                      | －                     | －                     | －                     | －                     | ●                      | ●                      | ●            | －           | －           | ○            | ●            | 戸畑・川内は各1本ずつ停車 |
| 1 - 23号    | 下り10本／上り10本 |                        |                        |                        |                        |                        |                        |                        | ●                      | －                     | ●                      | ●                      | －                     | －                     | ●                      | －                     | －                     | －                     | －                     | ●                      | ●                      | ●            | －           | －           | ○            | ●            | 上り1本は川内通過         |
| 30 - 70号   | 下り02本／上り04本 |                        |                        |                        |                        |                        |                        |                        | ●                      | －                     | ●                      | ●                      | －                     | －                     | ●                      | －                     | －                     | －                     | －                     | ●                      | ●                      | ●            | ●            | ●            | ●            | ●            |                           |
| 30 - 70号   | 下り01本／上り01本 |                        |                        |                        |                        |                        |                        |                        | ●                      | ●                      | ●                      | ●                      | ●                      | ●                      | ●                      | －                     | －                     | ●                      | ●                      | ●                      | ●                      | ●            | ●            | ●            | ●            | ●            |                           |
| 30 - 70号   | 下り02本／上り02本 |                        |                        |                        |                        |                        |                        |                        | ●                      | ●                      | ●                      | ●                      | ●                      | ●                      | ●                      | ○                      | ○                      | ●                      | ●                      | ●                      | ●                      | ●            | ●            | ●            | ●            | ●            | 上り1本は長洲通過         |
| 30 - 70号   | 下り19本／上り14本 |                        |                        |                        |                        |                        |                        |                        | ●                      | －                     | ●                      | ●                      | ●                      | ●                      | ●                      | －                     | ○                      | ●                      | ●                      | ●                      | ●                      | ●            | ●            | ●            | ●            | ●            | 上り1本は長洲停車         |
| 100 - 103号 | 下り02本／上り01本 |                        |                        |                        |                        |                        |                        |                        |                        |                        |                        |                        |                        |                        |                        |                        |                        |                        |                        | ●                      | ●                      | ●            | ●            | ●            | ●            | ●            |                           |
| 200 - 204号 | 下り01本／上り02本 |                        |                        |                        |                        |                        |                        |                        |                        |                        |                        |                        |                        |                        |                        |                        |                        |                        |                        |                        |                        |              | ●            | ●            | ●            | ●            |                           |
| 200 - 204号 | 下り01本／上り01本 |                        |                        |                        |                        |                        |                        |                        |                        |                        |                        |                        |                        |                        |                        |                        |                        |                        |                        |                        |                        |              |              |              | ●            | ●            |                           |

凡例
- ●：全列車停車
- ○：一部列車のみ停車
- －：通過

#### 使用車両・編成
リレーつばめには787系電車のみが使用されていた。
グリーン車は座席指定席で、編成中1両または2両連結されており、67号を除きコンパートメント席（4人用×1室）・DXグリーン席も設定されていた。普通車は座席指定席と自由席が設定されており、このうち67号以外の4号車はボックスシート（4人用×6室）の設定もある。なお、2007年（平成19年）3月18日改正より、全列車全車両が禁煙車になった。
DXグリーン席は3席あり、グリーン車の運転席側に設けられていた「トップキャビン」（6席）を改造したもので、2005年10月から使用を開始した。およそ1年かけて、全車両への改造工事が行われた。なお、改造工事中に本来の「リレーつばめ」の編成が足りなくなった際には、「有明」用の6両編成に「リレーつばめ」の車両を1両組み込んだ7両編成や、「有明」用の4両編成を2編成連結した8両編成で運行されることもあった。なお、後者に関しては2007年3月18日より、下りの最終「リレーつばめ」（67号）がこの編成で運行されていた。
列車の運行状況によっては5・9・10号車は指定席となることもあった。また、上り列車の久留米駅 → 博多駅間、1・3号の門司港駅 → 博多駅間では、2号車を除く普通車指定席の空席について、自由席特急券で乗車可能の特例が設けられていた。

#### 旅客案内
「リレーつばめ」新八代行きでは、行先表示・構内や列車内では、鹿児島中央行きで案内されていた（ただし、新八代駅到着時に行先表示器は「新八代行き」の表示になっている。また、災害などで新幹線がストップした時などにも、同様の扱いとなる場合がある）。「リレーつばめ」が停車する各駅では、「この列車は、新八代駅で新幹線つばめ号鹿児島中央行きに接続しています（停車駅の案内は、在来線停車駅のみ説明する）。」との放送されていた。
「つばめ」新八代行きも「リレーつばめ」に接続する列車は、行先表示・構内や列車内で「リレーつばめ」の終着駅で案内されていた（ただし、新八代駅到着時に行先表示器は「新八代行き」の表示になっている。）。「つばめ」が停車する各駅では、「この列車は、新八代で○○行き特急リレーつばめ○号に接続いたします（停車駅の案内は、新幹線駅→在来線駅両方説明する）」と放送されていた。
当時「リレーつばめ」と「つばめ」の特急券は一枚で発行することができ、利用者の利便を図っていた。両列車の博多駅 - 鹿児島中央駅の指定席特急券を同時に購入した場合、基本的に両列車同じ号車・席番を発券するシステムとなっていた。この「つばめ」と「リレーつばめ」の両列車にかかわる特急券制度についての正確な内容は、九州新幹線に関する乗り継ぎ料金制度も参照。

## 沿革

### JR九州の在来線特急として

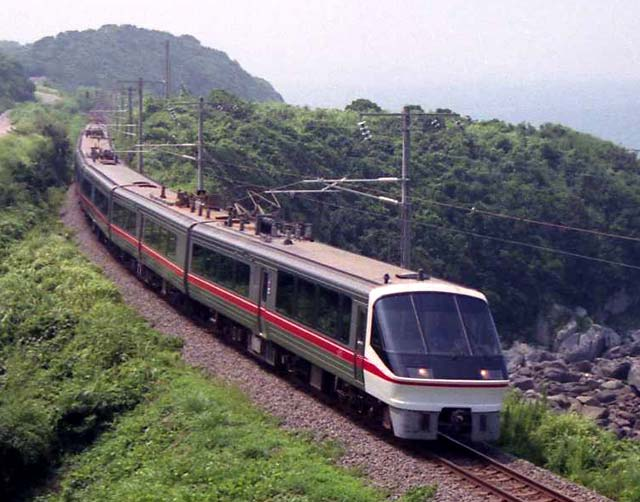
783系「つばめ」

- 1992年（平成4年）7月15日：787系電車落成と共に、西鹿児島駅（現在の鹿児島中央駅）発着の特急「有明」を「つばめ」に改称[7]。博多駅発着11往復、門司港駅発着2往復、熊本駅発着1往復の計14往復の設定で、このうち博多駅発着の5往復、門司港駅発着の1往復および熊本駅発着列車に787系を投入。残りの7往復は783系電車での運行とした。
定期列車とは別に1999年頃まで博多駅 - 西鹿児島駅間に臨時列車が1往復設定されていたが、1992年夏季に限り、上り列車は一部運転日で国分駅始発で運行された。これは国鉄分割民営化以降、優等列車が西鹿児島駅をまたいで運行された唯一の事例である。
- 1993年（平成5年）3月18日：783系を用いる門司港駅発着列車を博多駅発着に短縮。また、それまで門司港駅 - 西鹿児島駅間を運行していた夜行急行「かいもん」を博多駅発着に変更の上、787系を用いた特急「ドリームつばめ」に格上げ[7]。
- 1994年（平成6年）
  - 3月1日：この日からビュッフェの連結位置が変更される。(3→5号車)
  - 7月1日：787系の充当を博多駅発着列車10往復及び門司港駅発着列車の計11往復に拡大。783系は博多駅発着列車2往復及び熊本駅発着列車の計3往復に減少。
- 1995年（平成7年）4月20日：熊本駅発着列車を廃止。また、上りの門司港駅行き列車に関しては、博多駅→門司港駅間をホームライナー的列車の「つばめ」102号として系統分離した。「ドリームつばめ」は783系での運行となる。
- 1996年（平成8年）3月16日：「ドリームつばめ」も含め、全列車787系での運行となる[8]。
- 1997年（平成9年）3月22日：1往復増発し、14往復運行に戻る。
- 1999年（平成11年）3月13日：それまで9両または7両編成での運行だったのを7両または6両編成に短縮。「つばめ」の編成減で捻出された中間車は一部先頭車への改造または先頭車の新造を行った上で「有明」に充当された。
- 2000年（平成12年）3月11日：「つばめ」102号を「きらめき」として分離。
- 2002年（平成14年）7月15日：リニューアル編成での運行を開始[9]。これは2004年の九州新幹線一部開業に伴い従来の「つばめ」が博多駅 - 新八代駅間の運行に短縮されることから、ビュッフェの座席車化を中心とした工事が行われたものである[9]。
- 2003年（平成15年）
  - 2月7日：「つばめ」19号を最後にビュフェの営業を終了[10]。3月までにビュフェの改造は終了し、同時に車両のリニューアルを行い、全列車7両編成とする[注 3]。
  - 3月20日：九州新幹線開業に先立ち、列車名を公募により「つばめ」に決定。

### 九州新幹線「つばめ」と「リレーつばめ」
- 2004年（平成16年）3月13日：九州新幹線一部開業に伴うダイヤ改正により、「つばめ」の名称を九州新幹線に移行。
  1. 在来線の「つばめ」は「リレーつばめ」に改称の上、新八代駅で新幹線「つばめ」と接続する列車として存続。博多駅発着下り26本・上り30本、熊本駅発着下り2本・上り1本、門司港駅、小倉駅発各1本の「リレーつばめ」「つばめ」のほか、川内駅発着の「つばめ」が下り2本・上り3本設定。
  2. なお、この時点では利用者数の動向が不透明だったことから、博多駅発着列車のうち5往復は臨時列車扱いとし、閑散期には熊本駅発着の「有明」として運行されることになっていた。「リレーつばめ」「つばめ」にはこの5往復にも通しで符番されていたため、「有明」での運転時には欠番が生じることになっていた。一方「有明」も5往復にも通しで符番されていたため、通常運転時には欠番が生じていた。しかし、実際には九州新幹線の利用が予想を大きく上回ったため、臨時列車の「リレーつばめ」「つばめ」は熊本駅発着で運転されることが一度もないまま、2005年10月に定期列車となった。

廃止時の八代駅 - 西鹿児島駅間の停車駅：八代駅 - (日奈久駅) - (佐敷駅) - 水俣駅 - 出水駅 - 阿久根駅 - 川内駅 - 串木野駅 - 伊集院駅 - 西鹿児島駅　
  - （　）は一部停車

  1. 「ドリームつばめ」については熊本駅以南を廃止し、「有明」（当時の41号・2号）に編入。
- 2005年（平成17年）10月1日：「リレーつばめ」の一部列車でDXグリーン席（3席）を設定。順次改造を行い、後に全列車に設定された。
- 2006年（平成18年）
  - 3月18日：川内駅発着の「つばめ」のうち1往復を新水俣駅発着に延長（この延長は臨時列車扱いで以前より行われていた）。
  - 10月：金曜・土曜・休日などに限り、博多駅発熊本駅行きの「有明」23号を新八代駅行き「リレーつばめ」81号として延長運転し、新八代駅で鹿児島中央駅行き「つばめ」81号に接続。なお、この「リレーつばめ」「つばめ」は翌年3月のダイヤ改正で「リレーつばめ」「つばめ」65号（いずれも定期列車）となった。
- 2007年（平成19年）
  - 3月18日：小倉駅始発の「リレーつばめ」を門司港駅始発に変更。全車両禁煙になる。またDXグリーン席・グリーン個室を連結しない「リレーつばめ」が設定される（67号、「有明」用4両編成を2本連結した8両編成で運転）。
  - 3月19日：「つばめ」の累計利用客数が2007年3月18日に1000万人を突破したと発表。2004年3月13日の開業以来1101日目で達成した。当日には「つばめ」乗客全員に同列車のイラストの入った記念ミニタオルがプレゼントされた。
- 2010年（平成22年）3月19日：「つばめ」の累計利用客数が2000万人を達成[11]。

### 九州新幹線全線開業
- 2011年（平成23年）3月12日：九州新幹線が全線開業。
  1. 「リレーつばめ」の運行を終了。
  2. 「つばめ」は九州新幹線内の各駅停車として運行し、ほとんどの列車は博多駅で東京・名古屋方面発着「のぞみ」・新大阪駅発着「ひかりレールスター」と同一ホームで接続。
- 2012年（平成24年）3月17日：熊本駅発新下関駅行きと鹿児島中央駅発小倉駅行きの上り2本が新たに設定され、山陽新幹線に乗り入れ開始[12]。
- 2013年（平成25年）3月16日：山陽新幹線への定期列車の乗り入れがなくなり、再び九州新幹線内のみの運行となる。
- 2016年（平成28年）
  - 4月14日：平成28年熊本地震発生に伴い、九州新幹線全線で運転見合わせ。
  - 4月20日：新水俣駅 - 鹿児島中央駅間で運転を再開。全列車「つばめ」として運行。
  - 4月23日：博多駅 - 熊本駅間で運転を再開。全列車「つばめ」として運行。
  - 4月27日：全線で運転を再開。全列車「つばめ」として運行。
  - 4月28日：九州新幹線内での「みずほ」「さくら」の運転を再開。ただし、一部区間の速度制限により「変更ダイヤ」での運行となり、大半の「つばめ」が鹿児島中央駅発着となる。
  - 7月4日：通常ダイヤと同じ本数、運行区間に戻る。
- 2017年（平成29年）3月4日：熊本駅発小倉駅行きの上り1本が設定され、4年ぶりとなる山陽新幹線への定期列車の乗り入れ開始。
- 2020年（令和2年）4月11日 - 5月10日（予定）：新型コロナウイルス感染症による利用客減少・感染予防に伴い、博多駅 - 熊本駅間の「つばめ」4往復の運転を取りやめ[13]。